# Shin Hye-jeong
Shin Hye-jeong ou Hyejeong, née le 10 août 1993, est une chanteuse et actrice sud-coréenne. Elle est surtout connue pour être membre du girl group sud-coréen AOA, signé sous FNC Entertainment.

## Biographie
Hyejeong naît le 10 août 1993 à Séoul, en Corée du Sud. Elle participe à un concours de mannequinat jusqu'au 3e round préliminaire. Un directeur de casting de FNC Entertainment la repère alors. Elle devient stagiaire chez FNC jusqu'en août 2010.

## Carrière

### AOA
Le 30 juillet 2012, Hyejeong fait ses débuts en tant que membre d'AOA dans l'émission musicale M! Countdown avec leur premier EP Angels' Story, dans lequel figure notamment le titre "Elvis".[pas clair]. Puis  AOA produit 3 EPs et 9 singles.
Hyejeong fait aussi partie du sous-groupe AOA Cream avec Yuna et Kim Chanmi. Le sous-groupe sort un premier teaser le 1er février 2016. Le vidéoclip pour la chanson principale I'm Jelly Baby sort en février 2016,.

### Carrière solo
(mai 2024).
Le 8 août 2012, Hyejeong apparaît dans la série télévisée A Gentleman's Dignity. 
Hyejeong est apparue dans le vidéoclip de la chanson I Wish du boys band F. T. Island, tiré de leur album coréen Five Treasure Box sorti le 10 septembre 2012.
En octobre 2012, elle a joué un second rôle dans le drama Cheongdam-dong Alice,.
Le 19 octobre 2012, il a été confirmé que Hyejeong, ainsi que huit stars telles que Nam Ji-hyun et Jun. K, allaient être dans la future émission de tvN The Romantic & Idol,.
Le 6 août 2013, Hyejeong a joué dans The Blade and Petal.
Hyejeong est apparue dans le vidéoclip Seoul Lonely du boys band Phantom qui est sortie le 19 mai 2014. Elle a aussi participé à sa promotion dans plusieurs émissions musicales en prenant les parties de Ga-in.
Le 4 mars 2015, il a été révélé que Hyejeong serait dans la nouvelle émission de MBC Soulmate Returns.
Le 10 septembre 2015, Hyejeong était dans la lineup du programme EDM de SBS MTV Mashup qui sera diffusé pour la première fois le 21 à 23h, heure coréenne.
En 2016, Hyejeong a été prise dans son premier social film intitulé Mysterious Solver, aux côtés de Choi Min-hwan de F. T. Island.
En mars 2017, il a été confirmé que Hyejeong participe à la nouvelle saison de l'émission Saturday Night Live Korea, diffusé sur la chaîne sud-coréenne TVN.

## Discographie

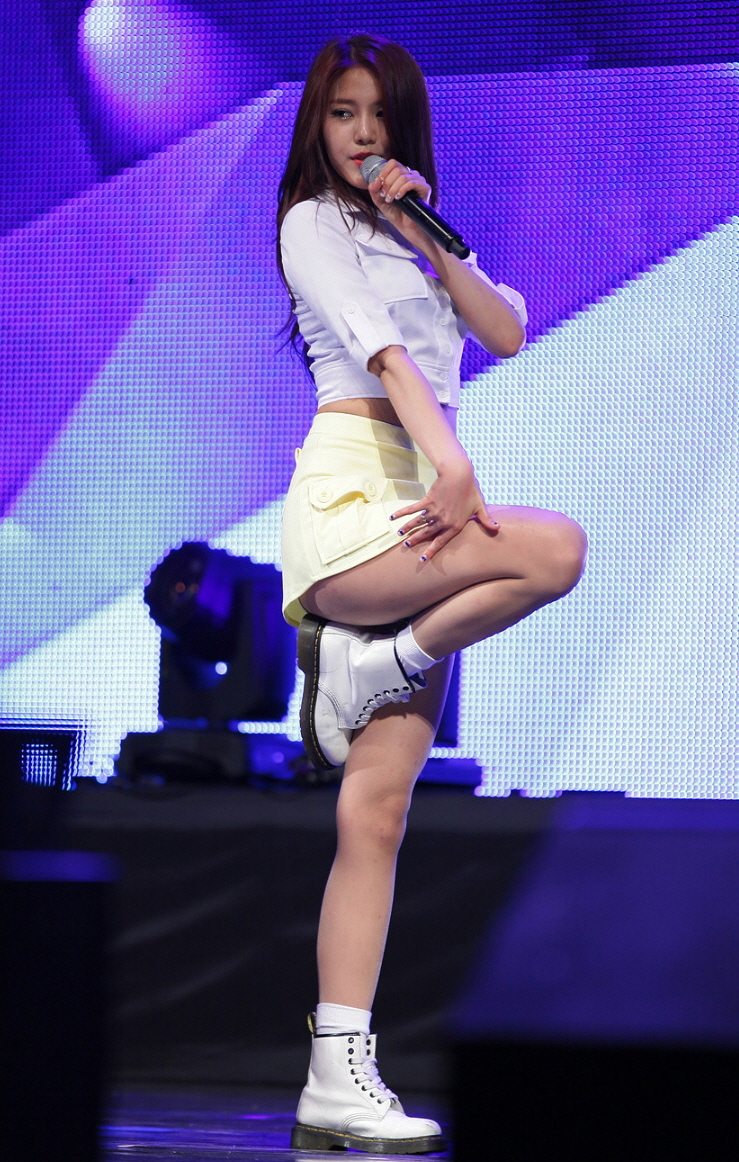
Hyejeong sur scène en 2015.

## Filmographie

### Films
| Année | Titre             | Rôle     | Notes          |
| ----- | ----------------- | -------- | -------------- |
| 2016  | Mysterious Solver | Miss Kim | Rôle principal |
| 2021  | Mission: Possible |          |                |

### Dramas
| Année | Titre                 | Rôle                  | Chaîne                     | Notes         |
| ----- | --------------------- | --------------------- | -------------------------- | ------------- |
| 2012  | A Gentleman's Dignity | Fille de Na Jong-seok | SBS                        | Caméo         |
| 2012  | Cheongdam-dong Alice  | Han Se-jin            | SBS                        | Second rôle,  |
| 2013  | The Blade and Petal   | Dal-ki                | KBS2                       | Second rôle   |
| 2016  | Click Your Heart      | Elle-même             | MBC Every 1, Naver TV Cast | Fan de Rowoon |

### Télé-réalités
| Année | Titre               | Rôle               | Chaîne | Note   |
| ----- | ------------------- | ------------------ | ------ | ------ |
| 2012  | The Romantic & Idol | Invitée récurrente | tvN    | [ 20 ] |
| 2013  | Cheongdam-dong 111  | Invitée récurrente | tvN    | [ 21 ] |

### Émissions de variété
| Année | Titre            | Rôle    | Chaîne      | Note             |
| ----- | ---------------- | ------- | ----------- | ---------------- |
| 2014  | Weekly Idol      | Invitée | MBC Every 1 | Ep. 154 avec AOA |
| 2015  | Soulmate Returns | Invitée | MBC         |                  |
| 2015  | Weekly Idol      | Invitée | MBC Every 1 | Ep. 204 avec AOA |
| 2015  | Mashup           | MC      | SBS MTV     |                  |
| 2016  | Weekly Idol      | Invitée | MBC Every 1 |                  |

### Apparitions dans des vidéoclips
| Année | Chanson        | Artiste     | Rôle           |
| ----- | -------------- | ----------- | -------------- |
| 2012  | "I Wish U You" | F.T. Island | Rôle principal |
| 2014  | "Seoul Lonely" | Phantom     | Rôle principal |